# 2012 aux Territoires du Nord-Ouest
Chronologie des Territoires du Nord-Ouest
- 2008
- 2009
- 2010
- 2011
- 2012
- 2013
- 2014
- 2015
- 2016

Cette page concerne les événements survenus en 2012 dans le territoire canadien des Territoires du Nord-Ouest.

## Politique
- Premier ministre : Bob McLeod
- Commissaire : George Tuccaro
- Législature :